# Sent Laurenç d'Òlt
Sent Laurenç d'Òlt (en francès Saint-Laurent-d'Olt) és un municipi francès situat al departament de l'Avairon i a la regió d'Occitània.

## Demografia
| 1962                                       | 1968 | 1975 | 1982 | 1990 | 1999 | 2006 |
| ------------------------------------------ | ---- | ---- | ---- | ---- | ---- | ---- |
| 731                                        | 748  | 728  | 658  | 659  | 619  | 647  |
| Des de 1962: població sense dobles comptes |      |      |      |      |      |      |

## Administració
| Període | Identitat     | Partit        |
| ------- | ------------- | ------------- |
| 2001-   | Alain Vioulac | Divers droite |